# سلنید هیدروژن
سلنید هیدروژن (به انگلیسی: Hydrogen selenide) با فرمول شیمیایی H۲Se یک ترکیب شیمیایی با شناسه پاب‌کم ۵۳۳ است. که جرم مولی آن 80.98 g/mol می‌باشد. شکل ظاهری این ترکیب، گاز بی‌رنگ است.